# Bartolommeo Penni
Bartolommeo Penni (fl. XVI secolo) è stato un pittore italiano del Rinascimento attivo nella prima metà del XVI secolo in Inghilterra.

## Biografia
Era fratello dei più noti pittori Luca e Gianfrancesco. I tre fratelli provenivano originariamente da una famiglia di tessitori. Bartolommeo si trasferì in Inghilterra con Toto del Nunziata e prestò servizio come artista di corte per Enrico VIII d'Inghilterra tra il 1531 e il 1533. Probabilmente venne presentato ad Enrico VIII dal cardinale Wolsey, poiché lui e Toto compaiono per la prima volta nei conti subito dopo la caduta di Wolsey nell'ottobre del 1529. "Toto" era attivo a Firenze nel 1519 come assistente di Pietro Torrigiano, che in effetti aveva lasciato definitivamente l'Inghilterra più tardi quello stesso anno. Toto e Penni trascorsero la maggior parte della loro vita, dopo il 1538, a lavorare al Palazzo di Nonsuch, compresi elaborati stucchi per l'edificio più avanzato di Enrico VIII, ora scomparso. Penni era registrato come ancora in Inghilterra nel 1538  e lavorò come pittore-decoratore per il figlio di Enrico e suo successore Edoardo VI d'Inghilterra.